# Heslo (Star Trek: Nová generace)
Heslo (v anglickém originále 11001001) je jedna z epizod první sezóny seriálu Star Trek: Nová generace, která byla v České republice při své premiéře odvysílána jako šestnáctá v pořadí, zatímco ve Spojených státech jako patnáctá.

## Příběh
USS Enterprise D přilétá k hvězdné základně 74 nad planetou Tarsus III. Loď má podstoupit sérii testů. Oprava se zaměří také na simulátor, vzhledem k jeho nedávným poruchám. Kapitán Jean-Luc Picard spolu s komandérem Rikerem přivítají na palubě komandéra Flotily Quinterose. Byl jedním z konstruktérů Enterprise a bude řídit proces lodních testů. Doprovázení ho tvorové zvláštní rasy jménem Bynarové. Ti již započali práce na vylepšování palubního počítače. Posádka si tedy může dopřát pár volných dnů.
Riker si v simulátoru nastaví program jazzového baru v New Orleansu, kde potká krásku jménem Minuet. Tuto ženu naprogramovali do simulátoru Bynarové. Riker se s ní dobře baví, Minuet ho zcela okouzlí. Picard na chvíli navštíví simulátorový program také a rovněž podlehne jejímu zvláštnímu šarmu. Dat s Geordim řeší potíže ve strojovně, kde počítač ohlásil závažnou poruchu. Vzhledem k časové tísni je nutná úplná evakuace posádky, a tak ji Dat vyhlásí. Pak přepne loď na automatické řízení a umístí ji do odděleného prostoru na stanici.
Picard s Rikerem se stále baví v simulátoru a nic netuší. Picard na chvíli opustí program a zjistí, co se stalo. Loď je již na cestě k domovské planetě Bynarů. Spolu s Rikerem se kapitán vrací do simulátoru a žádají po Minuet vysvětlení. Žena odmítne, že by měla se situací cokoli společného. Picard s Rikerem pak ve strojovně zahájí autodestrukční sekvenci. Na můstku najdou Bynary již téměř umírající. Bynarové loď unesli a přehráli všechny informace z lodního počítače na jejich vlastní počítač. Chtěli zachránit svůj domov. Jejich slunce se proměnilo na supernovu a planetě hrozí zánik. Bynarové prosí důstojníky, aby jejich počítač opět aktivovali. Chtějí do něj nahrát všechna data, uložená v lodním počítači.
Picard s Rikerem nejdříve vypnou autodestrukční program. Aktivace počítače Bynarů se pak úspěšně zdaří a Bynarové vyjadřují vděčnost. Picard se jich ptá, proč jednoduše nepožádali o pomoc. Dostane se mu odpovědi, že se báli jejich odmítnutí. Bynarové se vracejí na základnu převzít za čin odpovědnost. Riker opět vstoupí do simulátorového programu a ke svému překvapení v baru najde místo Minuet úplně jinou ženu.

## Zajímavosti
- Epizoda byla nominována na cenu Emmy za vynikající úpravu zvuku.